# 3944 Halliday
A 3944 Halliday (ideiglenes jelöléssel 1981 WP1) a Naprendszer kisbolygóövében található aszteroida. Edward L. G. Bowell fedezte fel 1981. november 24-én.